# Ustilago mauritiana
Ustilago mauritiana är en svampart som beskrevs av Vánky 2002. Ustilago mauritiana ingår i släktet Ustilago och familjen Ustilaginaceae.   Inga underarter finns listade i Catalogue of Life.